# Turčianske Kľačany
Turčianske Kľačany (in ungherese Vágkelecsény) è un comune della Slovacchia facente parte del distretto di Martin, nella regione di Žilina.